# Кассо, Лев Аристидович
Лев Аристи́дович Кассо́ (6 (18) июня 1865 или 8 (20) июня 1865, Париж, Франция — 26 ноября (9 декабря) 1914, Петроград, Российская империя) — государственный деятель Российской империи, профессор Московского университета (1899—1910) и директор Катковского лицея (1908—1910), министр народного просвещения в 1910—1914 годах, тайный советник (06.12.1911). Известен по «делу Кассо».

## Детство, образование за границей
Родился, по разным сведениям 6 (18) июня 1865 или 8 (20) июня 1865 в Париже. Происходил из потомственных дворян Бессарабской губернии. Сын крупного землевладельца, губернского секретаря Аристида Стефановича Кассо (1838—1920) и жены его Александры Спиридоновны (Биази-Мавр). При рождении записан в книгу регистраций парижской мэрии как Леон Викто́р Константен Кассо́ (Léon Victor Constantin Casso).
Благополучное материальное положение семьи позволило Льву Кассо учиться в парижском Лицее Кондорсе и затем, в 1883—1885 годах, в парижской Школе права (Ecole de droit), где он получил диплом бакалавра.
Для получения высшего образования он переехал в Германию, где в 1885 году поступил на юридический факультет Гейдельбергского университета. Впоследствии перешёл в Берлинский университет. В берлинской семинарии римского права он провёл два года; выдержал докторский экзамен и защитил в 1889 году диссертацию «Ответственность наследника по завещанию по римскому и современному праву» на получение степени doctor utriusque juris (доктор гражданского права).

## Академическая деятельность
Дальнейшая академическая карьера Кассо была связана с Россией.

### Дерптский (Юрьевский) университет (1892—1895)
Для получения права преподавать в российских вузах не имевший российских документов об образовании Кассо должен был получить учёную степень. В 1892 году, успешно выдержав магистерский экзамен в Дерптском (Юрьевском) университете, он был назначен в нём исполняющим должность доцента церковного права. С 1893 года Кассо стал исправлять должность экстраординарного профессора по кафедре местного остзейского гражданского права, действовавшего в Лифляндской, Эстляндской и Курляндской губерниях. 
Основная научная работа Кассо в это период (не считая диссертации) — «Обзор остзейского гражданского права» (1894), напечатанный в «Ученых записках Императорского Юрьевского университета», а потом и отдельным изданием. Кроме этого, в 1893 году Кассо был избран земским собранием Сорокского уезда Бессарабской губернии, где находились его родовые имения, в почётные мировые судьи на трёхлетний срок.
В 1895 году он защитил при юридическом факультете киевского университета Св. Владимира магистерскую диссертацию на тему «Преемство наследника в обязательствах наследодателя», после чего был утверждён экстраординарным профессором на кафедре гражданского права и судопроизводства Харьковского университета.

### Харьковский университет (1895—1899)
В мае 1898 года Кассо защитил в Киевском университете докторскую диссертацию на тему «Понятие о залоге в современном праве». Диссертация была посвящена исследованию правовой природы залога и истории его развития в римском праве, праве России, Франции и Германии и сохранила определённое научное значение до наших дней. В 1899 году был приглашён в Московский университет.

### Московский университет (1899—1910) и Лицей в память цесаревича Николая (1908—1910)
В 1899 году Кассо был утверждён ординарным профессором по кафедре гражданского права Московского университета.
В московский период Кассо написал ряд работ, посвящённых спорным вопросам российского гражданского права. Особо пристальное внимание он уделил вопросам вотчинного (поземельного) права, посвятив им ряд работ, включая и фундаментальный труд «Русское поземельное право» (1906), охвативший все основные вопросы, связанные с правами на недвижимость. Ещё одним направлением деятельности Кассо стала история права. Целый ряд работ профессора был посвящён истории и праву родной ему Бессарабии. Эти занятия не были оставлены Кассо и после того как он занял министерский пост. Основными работами в данной области стали «Византийское право в Бессарабии» (1907), «Россия на Дунае и образование Бессарабской области» (1912—1913), «Пётр Манега. Забытый кодификатор Бессарабского права» (1914).
Нет данных, свидетельствующих о серьёзном интересе профессора Кассо к политической деятельности и министерской карьере в годы его работы в Московском университете. Будучи талантливым преподавателем и крупным специалистом по гражданскому праву, он уделял все своё время научной и педагогической работе.
Одновременно с преподаванием в университете, Кассо читал лекции по гражданскому праву в Константиновском межевом институте и в Императорском Лицее в память цесаревича Николая, директором которого он был в 1908—1910 годах.

## Министр народного просвещения (1910—1914)
С 25 сентября (8 октября) 1910 года — управляющий Министерством народного просвещения, с 2 (15) февраля 1911 года — министр в кабинетах П. А. Столыпина, В. Н. Коковцова и И. Л. Горемыкина. Находился на посту министра до самой смерти 26 ноября (9 декабря) 1914 года. С 1911 года — в чине тайного советника.
Будучи убежденным сторонником консервативной, охранительной политики в образовательной сфере, быстро вступил в конфликт с либеральными общественными деятелями. Период министерства Кассо характеризуется реакционными действиями, призванными ограничить либеральные уступки, сделанные в годы революции 1905—1907 годов.

### Политика в области среднего образования
При Кассо проводилась в жизнь программа реформирования среднего образования, сводившаяся в целом к усилению государственного контроля над учебными заведениями. Основными мероприятиями этой программы стали следующие:
- Изданы подробные программы для средних учебных заведений. Ряд современников полагал, что тем самым серьёзно ограничивалась творческая инициатива учителей. Отдельно были введены некоторые ограничения в преподавании общественно-научных дисциплин. К примеру, в преподавании истории было предписано «особенно отмечать роль и значение отдельных выдающихся личностей, не уклоняясь в сторону исторических гипотез и теорий или шатких и научно не оправданных обобщений, например, в области социально-экономической».
- Изданы «Правила о внешкольном надзоре за учениками среднеучебных заведений», в которых школьникам запрещалось находиться на улице после 22 часов летом и после 20 часов зимой, требовалось ношение ими вне школы официально установленной формы одежды.
- Установлен высокий — 2/3 от всех родителей — кворум для собраний, избиравших родительские комитеты, что привело к прекращению деятельности многих таких органов.

Предметом критики оппонентов стало также перераспределение бюджета образования в пользу средних и начальных учебных заведений в ущерб высшим.

### Политика в области высшего образования
Действия министерства в отношении высшей школы были направлены на достижение сходных целей, в частности — ограничения университетской автономии. Университеты воспринимались в то время государственной властью как рассадники неблагонадежности, что приводило к постоянным ограничениям в их деятельности:
- Из университетов были уволены многие профессора и преподаватели либеральной ориентации. Активно практиковалось назначение профессоров на должности в противовес обычной практике их избрания в университетах с последующим утверждением министром. Наибольшую известность получил скандал («дело Кассо») в Московском университете. В начале 1911 года в знак протеста против действий полиции при подавлении студенческих волнений в отставку подало руководство университета — ректор А. А. Мануйлов, помощник ректора М. А. Мензбир, проректор М. А. Минаков. Кассо принял отставки, фактически солидаризировавшись с полицией. Тогда университет демонстративно покинули около 130 преподавателей и сотрудников университета (в том числе 21 профессор), что нанесло значительный ущерб качеству учебного процесса.
- Многие студенты были исключены из высших учебных заведений: так, в 1912 году были уволены все слушательницы Женского медицинского института. Главная причина исключений: политическая неблагонадежность, участие в сходках и т. п.
- Резко выступал против создания студенческих организаций и союзов, исключая полностью лояльные власти организации «академистов», отстаивавшие принципиальную аполитичность вузов.
- Было отказано в расширении Томскому и Саратовскому университетам. Городам Минску и Вильно было отказано в ходатайстве об открытии университетов.
- Подготовка профессорского корпуса была переориентирована с отечественных вузов на заграничные (постановление от января 1912 года).

Парадоксально, что действия юриста Кассо на посту министра зачастую нарушали действующее законодательство, в частности, Временное положение об университетах 1905 года. В 1912 году Совет Санкт-Петербургского университета возбудил в Сенате дело против действий Л. А. Кассо и хотя Сенат поддержал министра, это был вероятно первый случай в российской истории, когда подведомственное учреждение оспаривало в судебном порядке решение главы ведомства..
По сообщениям прессы, 25 июля 1914 года находившийся в Германии Л. А. Кассо был на вокзале избит толпой немецких обывателей по случаю начала Первой мировой войны.
Скончался в Петрограде 26 ноября (9 декабря) 1914 года. Согласно завещанию, был похоронен в родовом имении в селе Чутулешты Сорокского уезда. 

## Награды
- Орден Святого Станислава 2-й степени (01.01.1901)
- Орден Святой Анны 2-й степени (01.01.1904)
- Орден Святого Владимира 4-й степени (01.01.1906)
- Орден Святой Анны 1-й степени (21.02.1913)
- Медаль «В память царствования императора Александра III» (1896)
- Медаль «В память 300-летия царствования дома Романовых» (1913)

Иностранные:
- Черногорский орден князя Даниила I 1-й степени (1912)
- Французский орден Почётного легиона, большой офицерский крест (1912)

## Отзывы современников
По словам профессора В. А. Удинцева, Кассо принадлежал к лучшим русским юристам:
Своими научными вкусами и методами разработки юридических тем он возвращает нас к прошлым временам оживления интереса к отечественному праву. Его монографии напоминают нам диссертации старых юристов, уступающих Л. А. Кассо в отношении материала, метода и изящества построений, но несомненно усвоенных им в качестве элемента образования и служивших образцами при изучении родного права. 
Член большевистской фракции Государственной Думы A. E. Бадаев 4 июня 1913 г. выступил с речью, в которой деятельность министерства при Кассо характеризовалась так (проект этой речи написал В. И. Ленин):
Нет более злого, более непримиримого врага просвещения народа в России, чем российское правительство. Девяти десятым населения правительство заграждает путь к образованию. А наше министерство народного просвещения есть министерство полицейского сыска, глумления над молодежью, надругательства над народным стремлением к знанию!
М. М. Бахтин в разговоре с В. Д. Дувакиным так отозвался о Кассо:
Ну, нужно сказать, Кассо… Ведь, знаете, вот эти… писавшие о Кассо, вообще о политике нашей университетской, народного просвещения, настроенные революционно, — они страшно искажали факты. Кассо был человек очень умный, образованный, европейски образованный. Это был европеец, европеец. И в сущности, политика его была разумная, совершенно разумная. Он считал, что университет создан для того, чтобы в нём учились и получали знания. А в будущей жизни, после окончания университета, делайте что хотите.

## Сочинения
- Casso L. Die Haftung des Benefizialerben nach römischem und heutigem Rechte. — Berlin, 1889. (Диссертация на степень доктора права)
- Кассо Л. А. Обзор Остзейского права. Архивная копия от 20 августа 2017 на Wayback Machine — Юрьев, 1896.
- Кассо Л. А. Общие и местные гражданские законы. Архивная копия от 26 сентября 2020 на Wayback Machine — Харьков, 1896.
- Кассо Л. А. Понятие о залоге в современном праве Архивная копия от 10 марта 2007 на Wayback Machine. — Юрьев, 1899. (Диссертация доктора права); 2-е изд.: М., 1999.
- Кассо Л. А. Источники русского гражданского права. — М., 1900.
- Кассо Л. А. Неизвестность хозяина найденной вещи. — М., 1903.
- Кассо Л. А. Здание на чужой земле Архивная копия от 30 июня 2008 на Wayback Machine. — М., 1905.
- Кассо Л. А. Русское поземельное право. — М., 1906.
- Кассо Л. А. Византийское право в Бессарабии. // Ученые записки Императорского Лицея цесаревича Николая. Вып. 1. — М., 1907.
- Кассо Л. А. Россия на Дунае и образование Бессарабской области. — М., 1913.
- Кассо Л. А. Петр Манега. Забытый кодификатор Бессарабского права. — Пг., 1914.